# Nacht (boek)
Nacht is een boek van Elie Wiesel, gebaseerd op zijn ervaringen als een jonge orthodoxe jood wanneer hij met zijn familie naar de Duitse concentratiekampen Auschwitz en Buchenwald wordt gestuurd tijdens de Tweede Wereldoorlog. Het boek maakt deel uit van een trilogie, dit zijn Nacht, Dageraad en Dag.
Wiesel was zestien jaar toen Buchenwald werd bevrijd in april 1945. Nadat hij zijn geloof in God en de mensheid had opgegeven zwoer hij tien jaar niet te spreken over zijn ervaringen, aan het einde van de tien jaar schreef hij zijn verhaal in het Jiddisch. Het werd in 1955 in Buenos Aires gepubliceerd met de titel Un di Velt Hot Geshvign (En de wereld had gezwegen). In mei van dat jaar overtuigde de Franse schrijver François Mauriac Wiesel om zijn verhaal te schrijven voor een breder publiek. Vijftig jaar bevond het 136 pagina's tellende boek, beschreven als verwoestend in zijn eenvoud, zich in de gelederen naast Is dit een mens van Primo Levi en Het Achterhuis van Anne Frank als een van de belangrijkste werken in de Holocaustliteratuur.
Wiesel gebruikt een schaars en versnipperd verhalende stijl, met frequente verschuivingen van het vertelperspectief. Hij schrijft dat het "de stijl van de kroniekschrijvers van de getto's" is, "waar alles snel gezegd moest worden, met één adem. Je weet nooit wanneer de vijand de deur inschopt..." De terugkerende thema's zijn Wiesels groeiende afkeer van de mensheid en zijn verlies van het geloof in God. Dit wordt weerspiegeld in de inversie van de vader-kindrelatie wanneer zijn vader vervalt tot een hulpeloze toestand en de tiener zijn verontwaardigde assistent wordt. "Als ik maar van dit dode gewicht af kon komen, zodat ik al mijn sterke kon gebruiken om te vechten voor zijn eigen overleving ... Onmiddellijk schaamde ik me voor me zelf, schaam voor eeuwig".